# Ctenochira genalis
Ctenochira genalis är en stekelart som först beskrevs av Thomson 1883.  Ctenochira genalis ingår i släktet Ctenochira och familjen brokparasitsteklar. Arten är reproducerande i Sverige. Inga underarter finns listade i Catalogue of Life.